# Familia Valdés (Chile)
La familia Valdés en Chile es una de las familias más antiguas  de las registradas en el país, de la que derivan varios políticos y profesionales. A lo largo de los años, los Valdés se han relacionado con otras familias de la élite chilena, como por ejemplo los Chadwick.

## Orígenes
Una de las ramas de los Valdés en Chile se originó en el Virreinato del Perú durante la primera mitad del siglo XVII, a partir de la llegada del general español Gregorio Menéndez de Valdés, oriundo de la villa de Gijón, descendiente legítimo de Juan González de Cornellana, caballero y segundo hijo de dicha casa, Regidor de la villa y Consejo de Gijón. Los orígenes de una rama de la familia en Chile se remontan a 1725, con Domingo Valdés y González de Soberal, de origen limeño y tataranieto de Gregorio Menéndez de Valdés. Otra rama de la familia Valdés se remonta a Cristóbal Valdés y Rendón-Ruíz, natural de Puerto Real, que llegó a Chile con nombramiento Real y formó el primer Cabildo de Valparaíso, además de ser su Alcalde en 1809 bajo dominio español.[cita requerida]

## Algunos miembros destacados

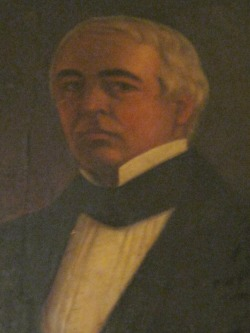
Pedro Nolasco Valdés Muñoz, diputado suplente de Chile por Copiapó (1829-1829) y Cutún (1826-1828)

Rama de Cristóbal Valdés y Rendón-Ruíz:
- Pedro Nolasco Valdés Muñoz (1798-1856) Diputado
- José Antonio Valdés Munizaga (1836-1897)
- José Antonio Valdés González (1865-1940)
- Tomás Chadwick Valdés (1911-1997)
- Herman Chadwick Valdés (1913-1998)
- Mario Osvaldo Darrigrandi Valdés (1917-1997) Diplomático

Rama de Domingo Valdés y González de Soberal:
- José Joaquín Valdés Valdés (1815-1894)
- Ismael Valdés Vergara (1853-1916)
- Francisco Valdés Vergara (1854-1916)
- José Manuel Larraín Valdés (1864-1939)
- Elías Valdés Tagle (1870-1939) Abogado
- Gabriel Valdés Subercaseaux (1919-2011)
- Ricardo Claro Valdés (1934-2008)